# Jan Heine
Johan Diederich Frans (Jan) Heine (Barger-Compascuum, 27 juni 1914 - Emmen, 15 januari 2000)  was een Nederlandse priester.

## Leven en werk
Heine werd in 1914 in het Drentse veendorp Barger-Compascuum geboren als zoon van de arbeider en latere turfhandelaar en schipper Albert Harm Heijne en Maria Elisabeth Brijan. Hij werd opgeleid bij de Sociëteit voor Afrikaanse Missiën. In 1942 werd hij in Roermond tot priester gewijd. Tijdens de Tweede Wereldoorlog moest hij onderduiken omdat hijzelf onderduikers bijstond. Hij studeerde filosofie in Nijmegen en Franse taal en letterkunde in Groningen. Hij vertrok vervolgens naar Frankrijk waar hij, na een periode in het bisdom Valence te hebben gewerkt, medewerker werd van abbé Pierre bij diens werk voor de clochards in Parijs.
Heine ontdekte in de zestiger jaren van de 20e eeuw de voedingswaarde van de tilapia en zag de waarde ervan voor het bestrijden van ondervoeding in de wereld. In samenwerking met de Universiteit Wageningen en de FAO wist hij duizenden visvijvers in meer dan 40 ontwikkelingslanden te realiseren.
Hij zette zich in, samen met zijn collega Willehad Kocks, voor de restauratie van de schuurkerk in zijn geboorteplaats Barger-Compascuum. 
Heine werd in 1996 door de paus benoemd tot ereprelaat. Vlak voor zijn overlijden in 2000 ontving hij een eredoctoraat van de universiteit in het Braziliaanse Fortaleza. Hij werd begraven in zijn geboorteplaats Barger-Compascuum.

## Biografie
- Vries, Alida de Pater Jan, Leek, 1990, een tweedelig werk:

1. Getogen in het Drentse veen
2. Een wereldreiziger